# Julius Sterling Morton
Julius Sterling Morton, född 22 april 1832 i Adams, New York, USA, död 27 april 1902 i Lake Forest, Illinois, var en amerikansk demokratisk politiker.
Han var uppvuxen i Detroit och utexaminerades 1854 från University of Michigan. Efter studierna flyttade han till Nebraska. Han tjänstgjorde som USA:s jordbruksminister under president Grover Cleveland 1893-1897. Han publicerade veckotidningen The Conservationist.

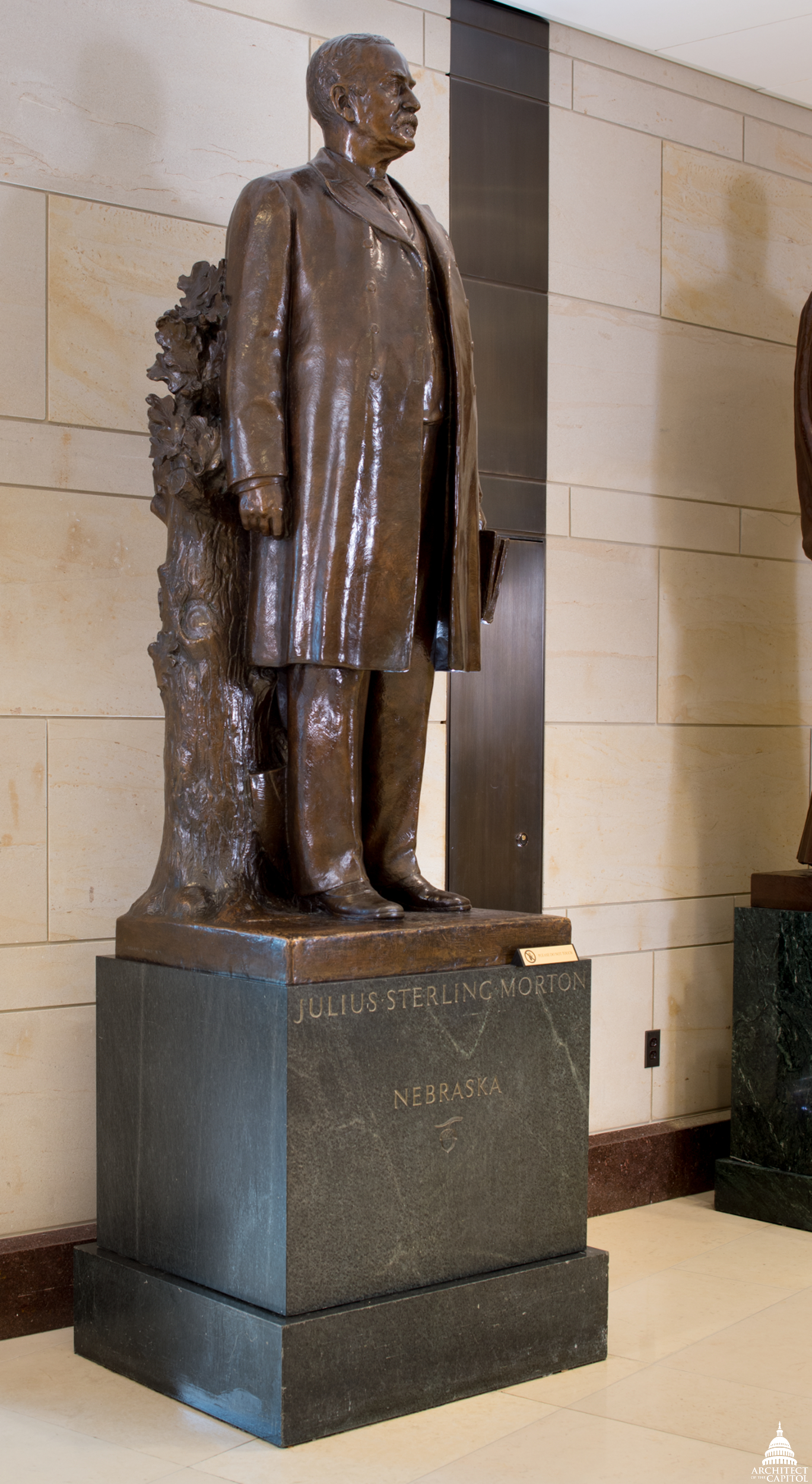
Mortonstatyn av Rudulph Evans ingick i National Statuary Hall Collection som en av två statyer föreställande betydande personer från Nebraska mellan 1937 och 2023.